# پی بره
پی بره یک ستاره است که در صورت فلکی برج حمل قرار دارد.